# Leopold von Fichtel
Leopold von Fichtel (* 1770 in Hermannstadt; † 18. März 1810 in Wien) war ein österreichischer Paläontologe und Forschungsreisender. Er war Mitbegründer der österreichischen Mikropaläontologie.

## Leben
Leopold von Fichtel war der Sohn des Geologen Johann Ehrenreich von Fichtel (1732–1795). Über Fichtels frühe Jugend ist nur wenig bekannt. Er war nie verheiratet und hatte auch keine bezahlte Anstellung. In einem Nachruf von 1810 wurde er als „Practicant beim k.k. Directorium“, das heißt als unbezahlter Assistent in der k.u.k. Verwaltung bezeichnet. Er dürfte, aus wohlhabender Familie stammend, demnach als Privatier gelebt haben.
Fichtels erste wissenschaftliche Abhandlung war die deutsche Übersetzung des Werkes Saggio di litologia vesuviana dedicato a S.M. la regina delle Due Sicilie des Vulkanologen Giuseppe Gioeni im Jahre 1793. 1798 begründete Fichtel zusammen mit Johann Paul Karl von Moll (1735–1812) mit dem Standardwerk Testacea microscopica die Mikropaläontologie in Österreich.
Nach dem Tod von Andreas Xaverius Stütz (1747–1806), dem Direktor der K.k. Hof-Naturalienkabinette in Wien, wurde Karl Franz Anton von Schreibers im Jahr 1806 dessen Nachfolger. Schreibers konnte Kaiser Franz I. überreden, den Kauf von naturhistorischen Exponaten für das Kabinett zu finanzieren. Fichtel wurde daraufhin nach England gesandt und erwarb für 18.000 Gulden rund 210 Gegenstände, die während der drei Cook-Südseereisen gesammelt worden waren.
Fichtel finanzierte seinen Lebensunterhalt auch mit dem Verkauf von Museumssammlungen. So veräußerte er 1797 eine Sammlung von seltenen Muscheln und Schnecken an das British Museum. Im Jahr 1799 erwarb die Schule für Chemie und Metallurgie in Kolozsvár eine Mineralsammlung seines Vaters für 5.000 Goldflorin. 1804 erhielt Fichtel 10.000 Gulden für seine umfangreiche Insektensammlung aus Ostindien.
Leopold von Fichtel starb 1810 an den Folgen einer Tuberkulose-Erkrankung. Seine Mutter verkaufte 1812 seine Sammlung von Foraminiferen und Nautiliden die er zusammen mit von Moll aufgebaut hatte.

## Werke
- mit Joh. Paul Carl Moll: Microscopische und andere kleine Schalthiere aus dem Geschlechtern Argonaute und Schiffer. Monografien Evertebrata Mollusca 0002, 1803, S. 1–123 (zobodat.at [PDF; 9,2 MB]).